# Theodor Goldschmidt

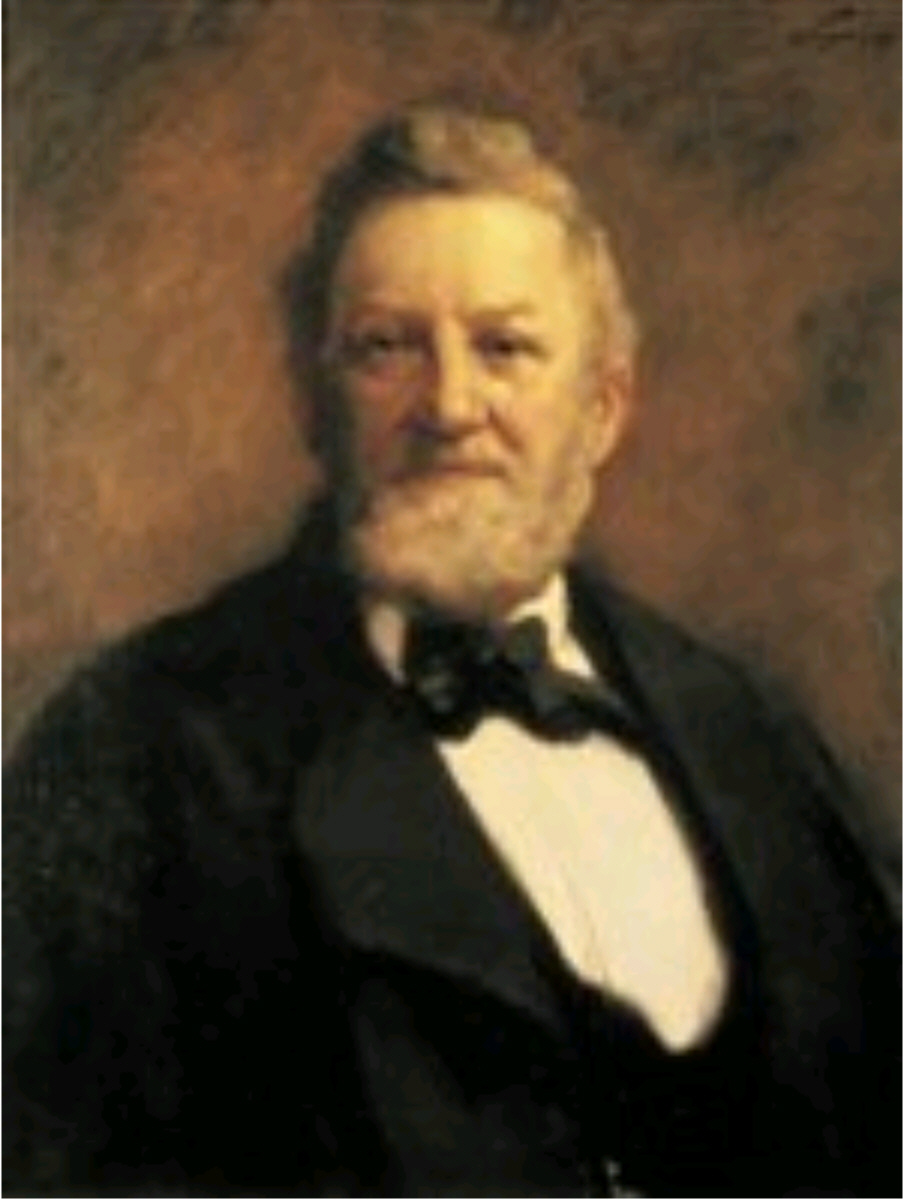
Theodor Goldschmidt

Carl Theodor Wilhelm Goldschmidt (* 4. Juni 1817 in Berlin; † 4. Januar 1875 ebenda) war deutscher Chemiker und Gründer der „Chemischen Fabrik Theodor Goldschmidt“.

## Leben
Theodor Goldschmidt stammte aus einer wohlhabenden jüdischen Familie. Nach dem frühen Tod seines Vaters wurden seine beiden Onkel Karl Goldschmidt (1792–1857) und Friedrich Eduard Goldschmidt (* 1794) zu Vormündern bestimmt, beide Inhaber der Kattun-Druckerei R. Goldschmidt & Söhne in Berlin, die aber noch zu seinen Lebzeiten in Konkurs gehen sollte.
Theodor Goldschmidt studierte an der Berliner Universität Chemie und genoss eine Ausbildung als Colorist, einem Fachmann für die Farbgestaltung von Stoffen. Er konvertierte 1834 zum protestantisch-christlichen Glauben. 1847 gründete er seine eigene Firma, die „Chemische Fabrik Theodor Goldschmidt“.
Er war ein sehr gebildeter Mann, interessierte sich sehr für Philosophie und hielt Kontakt zu vielen namhaften Chemikern. Seine unternehmerischen Leistungen dagegen beschränkten sich mehr auf die Erhaltung anstatt die Ausweitung seines stagnierenden Unternehmens, wofür wohl familiäre Gründe verantwortlich sind. Er war herzkrank und seine Frau starb 1862.
Nach seinem Tod übernahm zunächst kurzzeitig Karl Reimer 1875 und danach sein Schwiegersohn Otto Kersten (1839–1900), der Geograph und Afrika-Forschungsreisende, die kleine Fabrik treuhänderisch für die beiden noch minderjährigen Söhne. 
Erst 1882 bzw. 1888 übernahmen dann die Chemiker Karl Goldschmidt und Hans Goldschmidt selbst die Geschäftsführung. Sie erweiterten das Geschäftsfeld weg von der alleinigen Hilfsmittelproduktion für die Textilindustrie und verlagerten 1890 den Firmensitz ins Ruhrgebiet nach Essen.
Seit 1999 ist die städtische Theodor-Goldschmidt-Realschule in Essen nach ihm benannt.